# Chó Bologna
Chó Bolognese [boloɲˈɲeːze] là một giống chó thuộc loại Bichon, có nguồn gốc ở Ý. Tên gọi là thành phố trung tâm của Bologna ở miền Nam nước Ý. Nó là một phần của nhóm Toy Dog (nhóm gồm những con chó rất nhỏ) và được coi là một con chó đồng hành. Nó thích sự chú ý, và làm vật nuôi rất tốt. Nó giỏi giao tiếp với những con chó khác, lớn và nhỏ. Nó có mối quan hệ chặt chẽ với người mà nó dành nhiều thời gian nhất.

## Mô tả

### Ngoại hình
Chó Bolognese là một con chó nhỏ màu trắng, được phủ một bộ lông dài màu trắng tinh khiết. Đầu có chiều dài trung bình. Hộp sọ hơi hình trứng. Mõm to, đen và gần như vuông. Nó có hàm được phát triển và môi trên không che môi dưới. Môi của nó có màu đen. Nó có hàm răng trắng, chắc và đều. Đôi mắt của nó được phát triển tốt, mở và tròn. Vành của mí mắt có màu đen và mống mắt là màu son sẫm màu. Tai được đặt cao và dài và treo nhưng cứng nhắc ở chân đế. Đuôi được uốn cong trên lưng.
Chiều cao của Chó Bolognese thay đổi từ 27–30 cm ở con đực và 25-28 ở con cái. Nó nặng 2.5–4 kg.

### Bộ lông
Chó Bolognese có bộ lông đơn nổi bật với lông dài che phủ toàn thân, lông ngắn hơn ở trên mặt. Cấu trúc lông là len, được sánh với tơ, và không bao giờ được cắt tỉa. Lông rụng ít, nhưng cần được chăm sóc thường xuyên để tránh bẩn.
Chó Bolognese thường xuất hiện trên danh sách những giống chó không rụng lông. Tuy nhiên, danh sách đó có phần nhầm lẫn. Đúng là giống chó này không rụng lông theo mùa hoặc bị rụng nhiều lông như mấy con khác. Tuy nhiên, sau cùng thì chúng cũng rụng lông và thay thế từng sợi lông, tương tự như chu kỳ tóc của con người. ả những sợi lông trên bộ lông chó mọc từ nang lông, mà có một chu kỳ mọc gồm ba pha, cũng như hầu hết các động vật có vú. Chu kỳ này gồm ba giai đoạn là: anagen, giai đoạn hoạt động hoặc phát triển lông bình thường; catagen giai đoạn tương đối ngắn của chu kỳ tóc tự nhiên trong thời gian đó lông bắt đầu chuyển tiếp; telegen, giai đoạn nghỉ ngơi. Nang lông chết đi và được thay thế bởi nang lông khác. Khi nang lông chết, sợi lông rụng. Độ dài của thời gian chu kỳ phát triển lông và rụng biến đổi theo độ tuổi và những nhân tố khác. Không có loài chó nào là loài không rụng lông cả
Chải lông và tắm thường xuyên là cần thiết để giữ cho Chó Bolognese dáng vẻ ưa nhìn nhất, giảm trừ số lượng lông rụng.

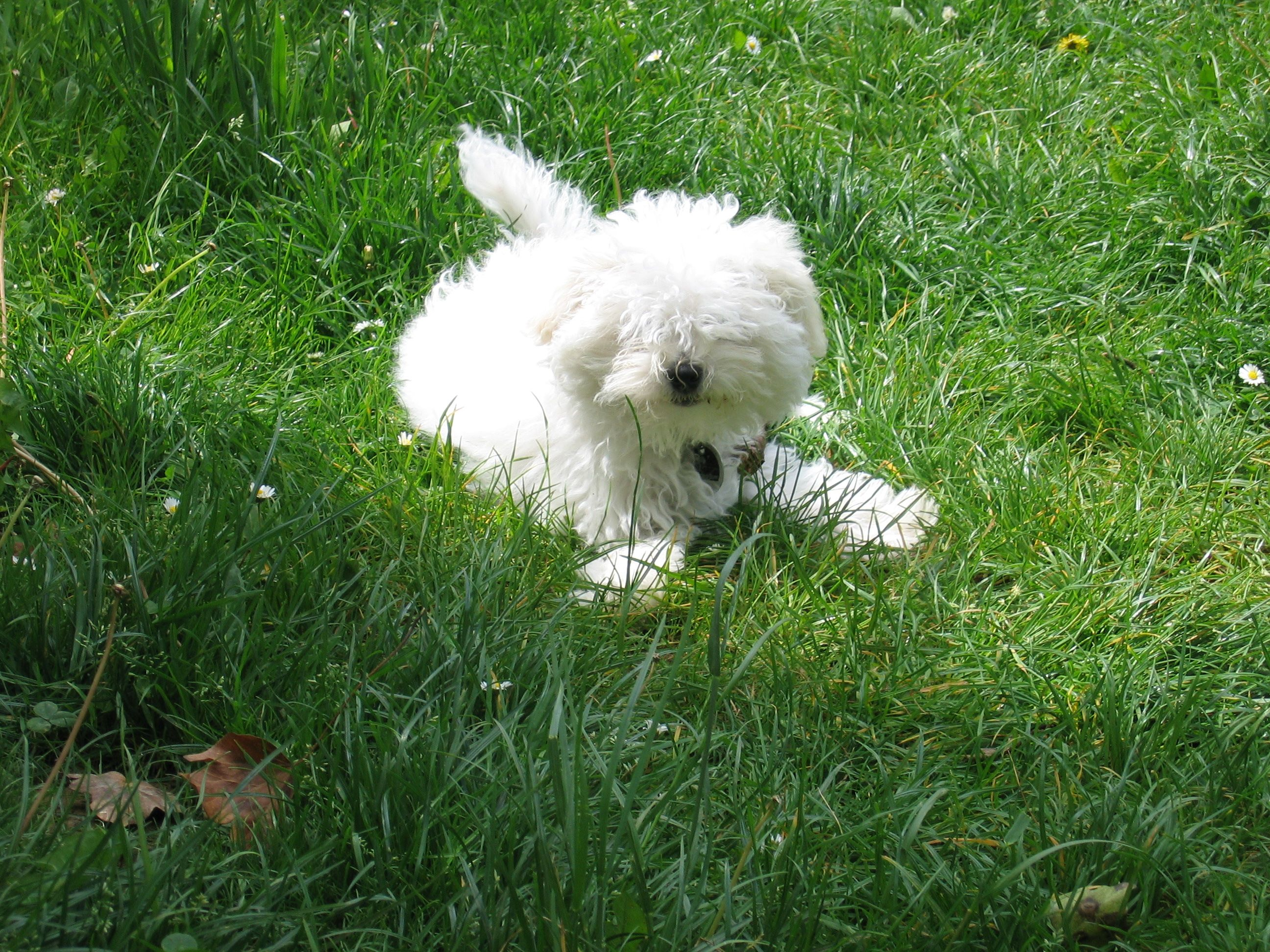
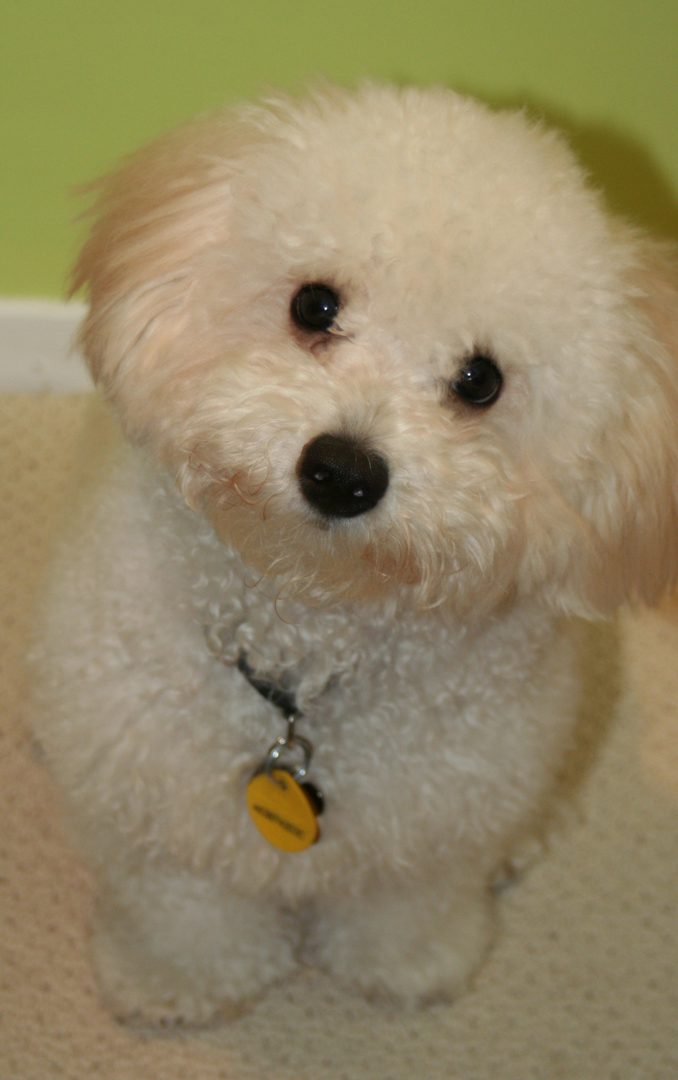
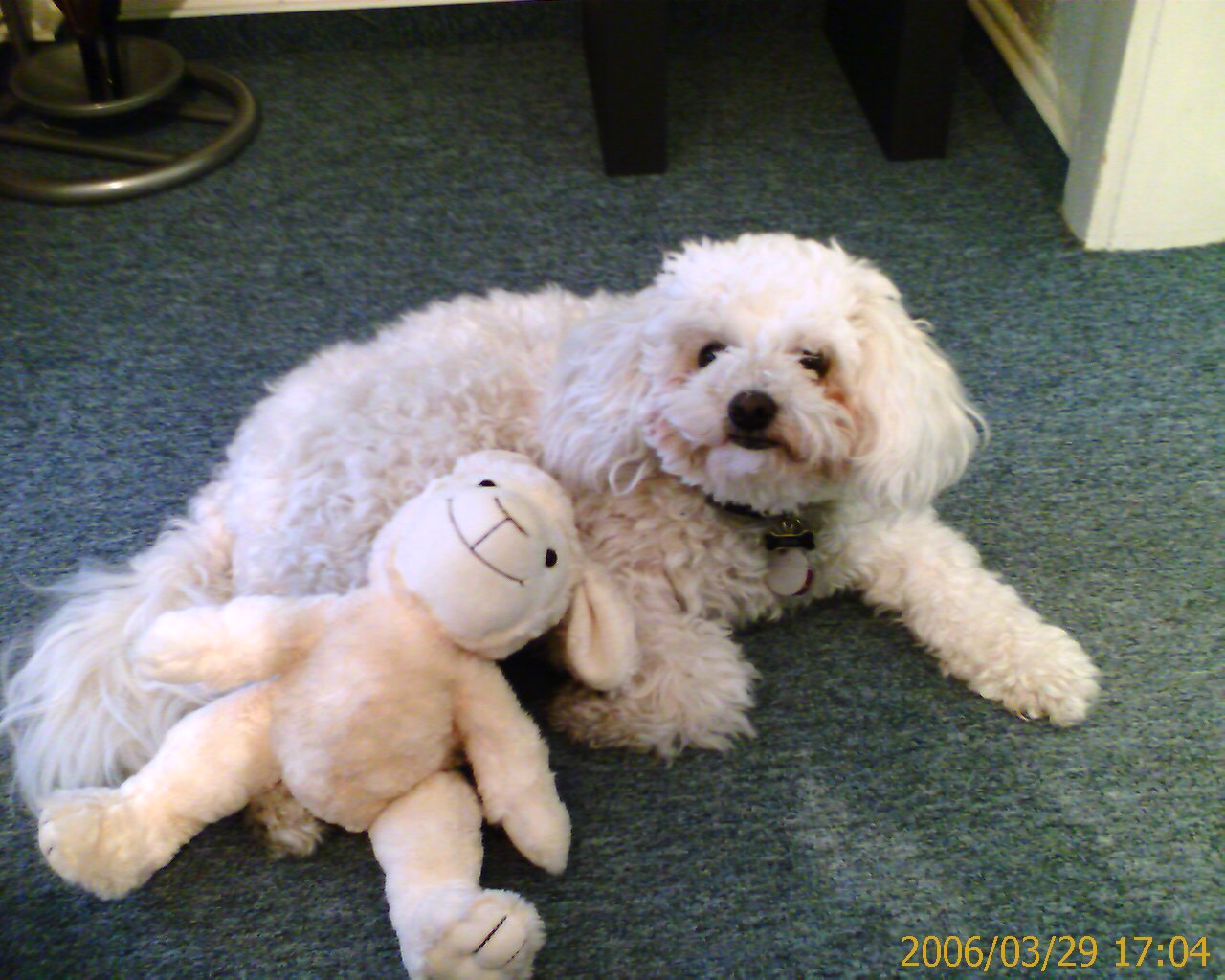
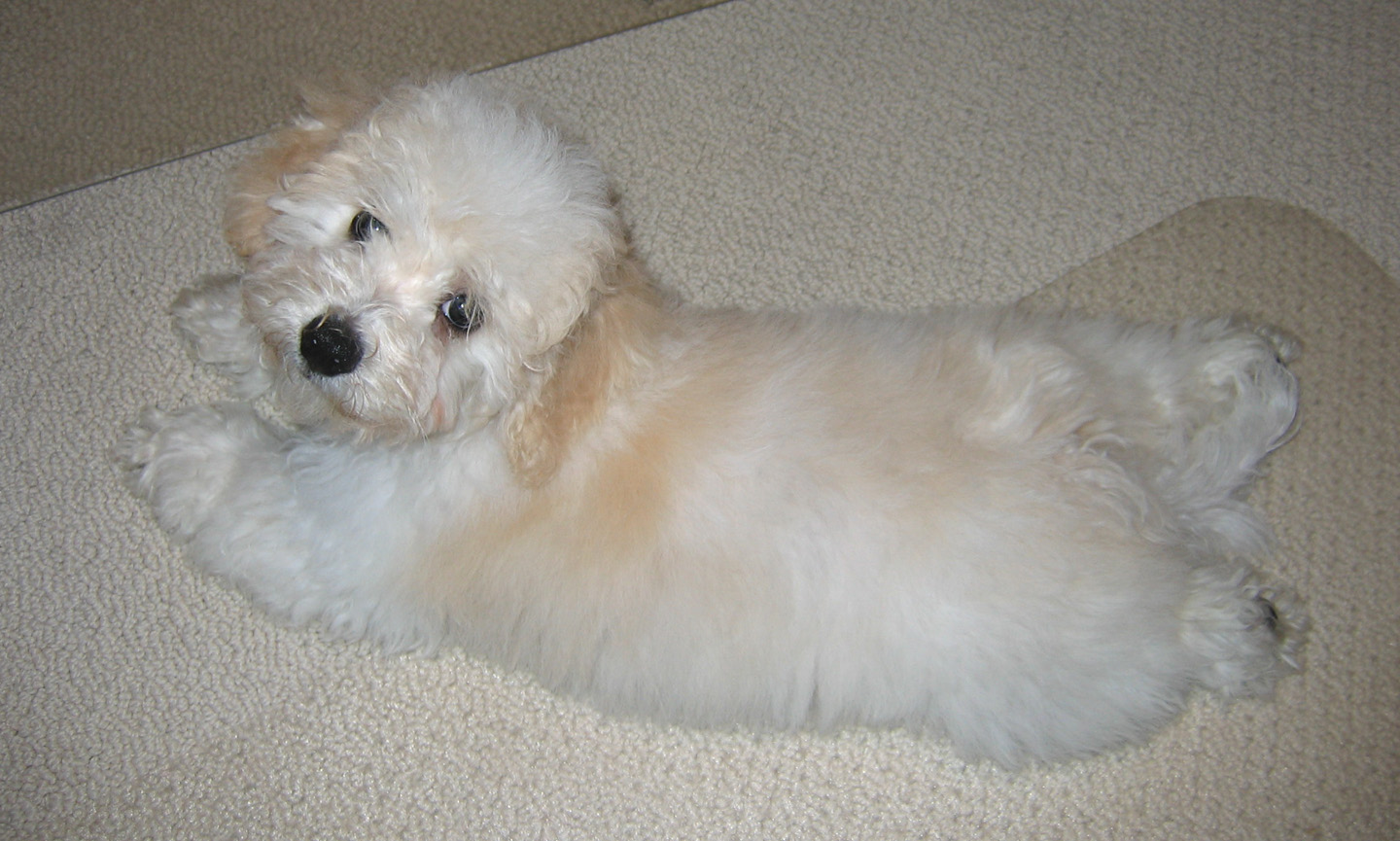
Chó Bolognese

### Tập tính
Tính cách đặc trưng của Chó Bolognese bao gồm: vui tươi, dễ chịu, nghiêm túc, sẵn sàng, thông minh và trung thành. Nó không hề hiếu động như Bichon Frise.
Chó Bolognese nhạy cảm trong việc đào tạo. Nó rất thông minh, nhanh chóng để tìm hiểu, và dễ dàng để đào tạo, nhưng đôi khi rất bướng bỉnh khi nó không nhận ra cách của nó.
Chó Bolognese thực sự rất thích đồng hành với mọi người và tạo mối quan hệ chặt chẽ với chủ nhân của nó.Nó là những người bạn đồng hành thực sự và phát triển mạnh nhờ sự chú ý của chủ nhân họ. Nó được biết đến để đi theo chủ nhân của nó bất cứ nơi nào họ đi. Nó rất thân thiện với người lạ nhưng cần phải làm quen với mọi người khi còn nhỏ. Nó có thể có phần dè chừng với người lạ lúc đầu, nhưng phản ứng của chủ sở hữu đối với người lạ ảnh hưởng rất lớn đến hành vi của nó đối với cá nhân. Bởi vì điều này, Nó nói chung là thân thiện với người lạ sau lần đầu tiên. Chó Bolognese là cơ quan giám sát thực sự. Nó sẽ nhận thấy bất cứ điều gì bất thường và đáng tin cậy thông báo cho chủ nhân của nó. Chó Bolognese hòa thuận với những con chó khác nhưng sẽ rất vui khi được trở thành con chó duy nhất trong gia đình..
Chó Bolognese không hoạt động tốt khi ở một mình trong thời gian dài
Chủ sở hữu lý tưởng của Bolognese bao gồm các gia đình có trẻ em, người về hưu và cư dân thành phố.

## Lịch sử
Nó thuộc nhóm Bichon, bao gồm Bichon Frisé, Maltese, Löwchen, Havanese và Coton de Tulear. Mặc dù có một số điểm tương đồng, nhưng Chó Bolognese là một giống đặc biệt theo đúng nghĩa của chúng. Chó Bolognese là một giống cổ xưa của nguồn gốc cao quý, và có nguồn gốc của nó với tầng lớp quý tộc Ý.
Tổ tiên chính xác của Bolognese là không rõ. Họ hàng gần nhất của nó trong nhóm Bichon là Chó Maltese nhưng không rõ liệu người Maltese có phải là tổ tiên trực tiếp hay hậu duệ của nó hay không. Chó Bolognese được đặt tên theo Bologna, một thành phố ở miền bắc Italy, được cho là nơi thành lập giống. Sự tồn tại của Bolognese đã được công nhận từ năm 1200.
Chó Bolognese có thể được nhìn thấytrong công việc tấm thảm được sản xuất bởi các thợ thủ công Flemish có niên đại từ thế kỷ 17.Họa sĩ Titian đã vẽ Duke Frederico Gonzaga cùng với con chó Bolognese của ông. Giống này cũng được thấy trong các bức tranh của Goya, Gosse và Watteau. Các chủ nhân đáng chú ý khác của giống chó này bao gồm Ekaterina II của Nga (1729-1796), Madame De Pompadour (1721-1764) và Maria Theresia của Áo.
Giống này được đưa vào Anh năm 1990 bởi Liz Stannard và lần đầu tiên được thể hiện trong năm đó trong cơ quan đăng ký giống. Vào năm 2001, tgiống chó này có thể được hiển thị ở tất cả các chương trình với các lớp riêng của chúng. Nó đã ở Crufts, lễ hội dành cho tất cả các chú chó trên toàn thế giới, được tổ chức vào năm 2002.

## Hoạt động

### Bài tập
Trong khi Chó Bolognese là hoàn toàn hạnh phúc khi ngồi quanh nhà, nó cũng nên có một đi dạo hàng ngày. Đi dạo t khoảng 20-25 phút một vài lần một ngày hoặc 10 phút đi bộ một vài lần một ngày.

### Huấn luyện
Chó Bolognese rất dễ huấn luyện nhưng nhanh chóng bị chán bởi cứ lặp đi lặp lại. Nó phát triển mạnh về đa dạng, vì vậy tốt nhất là thay đổi hoặc mở rộng các hoạt động để giữ cho họ hạnh phúc tham gia và suy nghĩ. Nó đáp ứng tốt với tăng cường tích cực, phương pháp huấn luyện nhẹ nhàng và nhất quán. Nó không đáp ứng tốt với việc la hét hay khắc nghiệt.

## Sức khỏe

### Tuổi thọ
Tuổi thọ trung bình của Chó Bolognese là 14 năm. Chúng có thể sống đến 10 năm với các vấn đề về sức khỏe di truyền tương đối ít. Nó được biết là vẫn hành động giống như con chó con lúc 10 tuổi và có thể duy trì các khía cạnh của sự trẻ trung trong suốt cuộc đời của nó. Nó thường hoạt động tốt vào những năm cuối của nó.

### Các vấn đề sức khỏe thường gặp
Chó Bolognese là là một giống khỏe mạnh, không dễ bị bệnh.